# Liste der Baudenkmäler in Waldmünchen

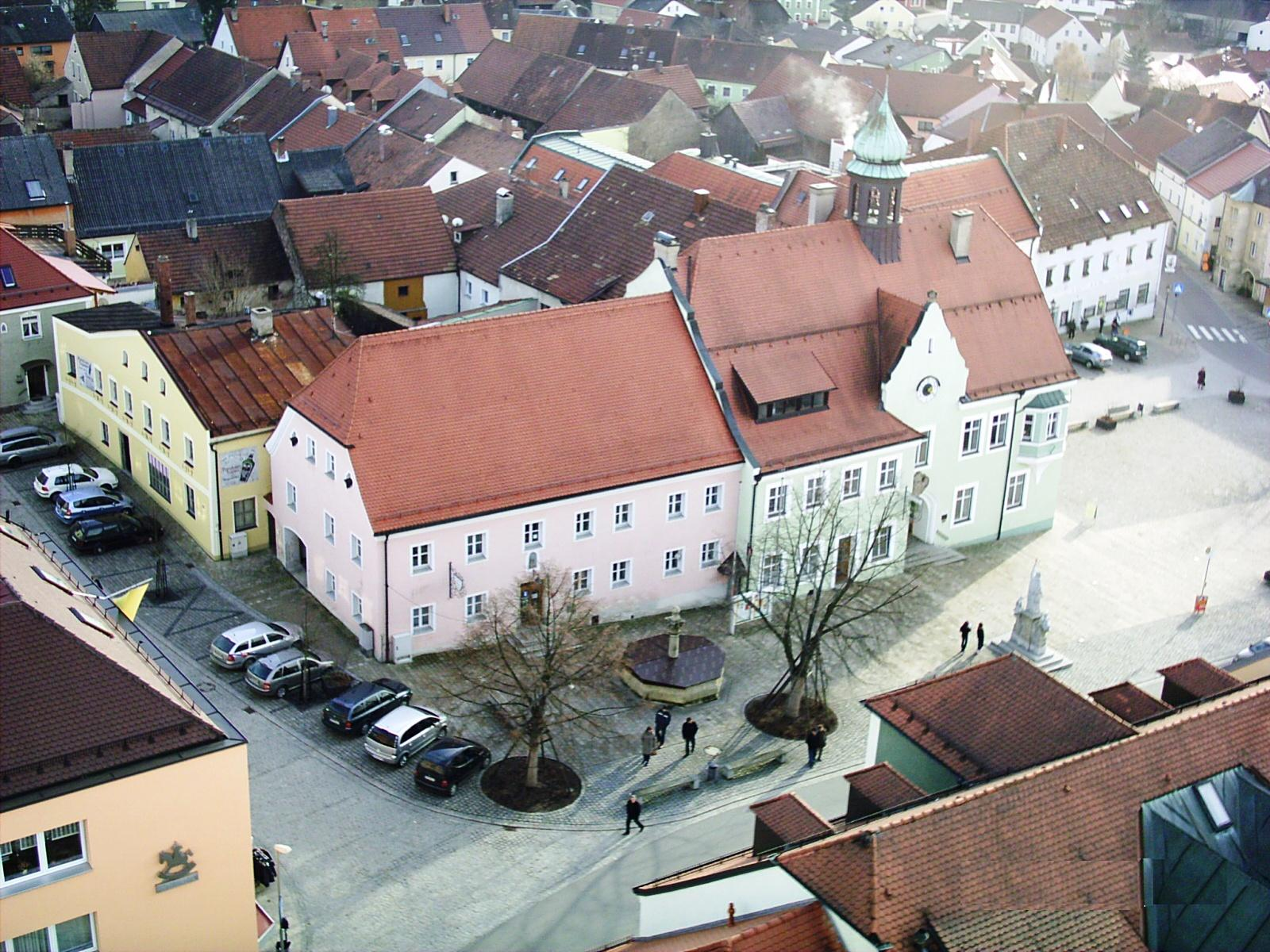
Waldmünchener Marktplatz, 2008

Auf dieser Seite sind die Baudenkmäler in der Oberpfälzer Stadt Waldmünchen zusammengestellt. Diese Tabelle ist eine Teilliste der Liste der Baudenkmäler in Bayern. Grundlage ist die Bayerische Denkmalliste, die auf Basis des Bayerischen Denkmalschutzgesetzes vom 1. Oktober 1973 erstmals erstellt wurde und seither durch das Bayerische Landesamt für Denkmalpflege geführt wird. Die folgenden Angaben ersetzen nicht die rechtsverbindliche Auskunft der Denkmalschutzbehörde.

## Baudenkmäler nach Ortsteilen

### Waldmünchen
| Lage                                                   | Objekt                                                                | Beschreibung | Akten-Nr.     | Bild                                  |
| ------------------------------------------------------ | --------------------------------------------------------------------- | --- | ------------- | ------------------------------------- |
| Am Ölberg 1 (Standort)                                 | Katholische Nebenkirche und Ölbergkapelle Hl. Kreuz                   | Saalbau mit abgewalmtem Satteldach und Dachreiter mit Zwiebelhaube, 1830; mit Ausstattung | D-3-72-171-27 | weitere Bilder                        |
| Bahnhofstraße (bei Nr. 23) (Standort)                  | Kriegerdenkmal                                                        | Obelisk mit eisernem Kreuz über Exedra, 1871, Sandstein, erneuert um 1920 | D-3-72-171-81 | Kriegerdenkmal                        |
| Bahnhofstraße 10 (Standort)                            | Finanzamt                                                             | Zweigeschossiger Walmdachbau mit Eckerker und Eckquaderung, 1820 | D-3-72-171-1  | Finanzamt                             |
| Bahnhofstraße 15 (Standort)                            | Bauernhaus                                                            | Eingeschossiger und giebelständiger Halbwalmdachbau, Stadelteil Ständerkonstruktion, 18. Jahrhundert | D-3-72-171-2  | Bauernhaus                            |
| Bahnhofstraße 23 (Standort)                            | Bürgerspital                                                          | Zweigeschossiger und traufständiger Walmdachbau mit Zwerchhäusern und Fachwerk, historistisch, 1904; Katholische Neben- und Spitalkirche Hl. Dreifaltigkeit, gestelzter Saalbau mit eingezogenem Chor, Satteldach mit Krüppelwalm und Dachreiter mit Zwiebelhaube, 1904–05; mit Ausstattung | D-3-72-171-3  | weitere Bilder                        |
| Bahnhofstraße 44 (Standort)                            | Ehemaliges Empfangsgebäude des Bahnhofs                               | Dreigeschossiger Walmdachbau, Blankziegel mit Erdgeschoss aus Polygonalmauerwerk, 1895 | D-3-72-171-4  | weitere Bilder                        |
| Böhmerstraße 1 (Standort)                              | Wohn- und Geschäftshaus                                               | Zweigeschossiger Walmdachbau in Ecklage, bzw. 1841 | D-3-72-171-5  | weitere Bilder                        |
| Böhmerstraße 25 (Standort)                             | Gasthaus                                                              | Zweigeschossiger und gestelzter Walmdachbau mit gekrümmter Fassade, nach Norden Speicher mit Halbwalmdach, 18. Jahrhundert | D-3-72-171-6  | weitere Bilder                        |
| Böhmerstraße 28 (Standort)                             | Ehemaliges Zollhaus                                                   | Zweigeschossiger und traufständiger, gestelzter Halbwalmdachbau mit Eckquaderung, Ende 18. Jahrhundert | D-3-72-171-7  | Ehemaliges Zollhaus                   |
| Gartenstraße 1 (Standort)                              | Ehemalige Lechner-Villa, heute Polizeidienststelle                    | Zweigeschossiger und gestelzter Walmdachbau mit Eckerkern und symmetrischen eingeschossigen Mansardwalmdachanbauten, um 1910 | D-3-72-171-8  | weitere Bilder                        |
| Hammerstraße (bei Nr. 38) (Standort)                   | Bildstock                                                             | Pfeiler mit Satteldachgehäuse, Granit, Anfang 19. Jahrhundert | D-3-72-171-17 | Bildstock                             |
| Hammerstraße 1 (Standort)                              | Gasthaus                                                              | Zweigeschossiger und traufständiger Halbwalmdachbau, Ende 18. Jahrhundert; Hofmauer, Granitbruchstein, mit gotischem Türgewände | D-3-72-171-9  | Gasthaus                              |
| Hammerstraße 2 (Standort)                              | Wohnhaus                                                              | Dreigeschossiger Walmdachbau mit halbrund vortretendem Fassadenturm, im Kern wohl 16. Jahrhundert | D-3-72-171-10 | Wohnhaus                              |
| Hammerstraße 7 (Standort)                              | Wohnhaus am ehemaligen Hammertor                                      | Zweigeschossiger Walmdachbau, mit Resten der Apsis der ehemaligen Allerheiligenkirche und Pultdachanbau, mittelalterlich, Ausbau 18. Jahrhundert | D-3-72-171-12 | Wohnhaus am ehemaligen Hammertor      |
| Hammerstraße 9 (Standort)                              | Wohnhaus                                                              | Zweigeschossiger Walmdachbau mit Pilastergliederung und Eckquaderung, klassizistisch, 1836; Inschriftstein, Granit, bezeichnet mit 1593 (derzeit im Bauhof) | D-3-72-171-13 | Wohnhaus                              |
| Hammerstraße 12 (Standort)                             | Wohnhaus am ehemaligen Hammertor                                      | Zweigeschossiger und traufständiger Walmdachbau, im Kern mittelalterlich, Ausbau im 17./18. Jahrhundert | D-3-72-171-14 | Wohnhaus am ehemaligen Hammertor      |
| Hammerstraße 23 (Standort)                             | Friedhofskapelle Hl. Kreuz                                            | Giebelständiger Satteldachbau, 1712; mit Ausstattung; Mausoleum Frank, Rundbau mit Kegeldach und Vorhalle auf Pfeilern mit Satteldach, Anfang 20. Jahrhundert | D-3-72-171-16 | weitere Bilder                        |
| Kirchstraße 1 (Standort)                               | Katholische Stadtpfarrkirche St. Stephan                              | Dreischiffige Basilika mit Querhaus, eingezogenem Chor und Flankenturm mit Zwiebelhaube, im Kern mittelalterlich, um Mitte 14. Jahrhundert, nach den Stadtbränden von 1658 und 1708 unter Einbeziehung des 1553–58 errichteten Stadtturms erneuert und erweitert, Langhaus 1708/09 erhöht und dreischiffig ausgebaut, Turmzwiebel 1783, 1926 erneuert, Querschiff und Chor neuromanisch, 1872–73; mit Ausstattung | D-3-72-171-18 | weitere Bilder                        |
| Marktplatz (Standort)                                  | Figur des hl. Johannes Nepomuk                                        | Auf profiliertem Inschriftsockel mit zwei flankierenden Putti, 1769 | D-3-72-171-21 | Figur des hl. Johannes Nepomuk        |
| Marktplatz (Standort)                                  | Brunnen                                                               | Achteckiges Becken mit gefaster Säule und gusseiserner Statue des hl. Josef, Becken 1790, Säule und Figur 19. Jahrhundert | D-3-72-171-20 | Brunnen                               |
| Marktplatz (Standort)                                  | Brunnen                                                               | Gebauchtes und achteckiges Becken mit korinthischer Brunnensäule, Granit, spätbarock, 1776 | D-3-72-171-19 | Brunnen                               |
| Marktplatz 10 (Standort)                               | Wohn- und Geschäftshaus                                               | Zweigeschossiger und traufständiger Halbwalmdachbau mit Kniestock und betontem Obergeschoss, 1. Hälfte 19. Jahrhundert | D-3-72-171-22 | Wohn- und Geschäftshaus               |
| Marktplatz 14 (Standort)                               | Rathaus                                                               | Gegliederter zweigeschossiger Eckbau mit Satteldach und Krüppelwalm, Zwerchgiebel, Eckerker und Dachreiter mit Zwiebelhaube, neubarock, 1907 von Heinrich Neu | D-3-72-171-23 | weitere Bilder                        |
| Marktplatz 16 (Standort)                               | Wohnhaus                                                              | Zweigeschossiger und traufständiger Halbwalmdachbau mit Türgewände im Zopfstil, frühes 19. Jahrhundert | D-3-72-171-24 | Wohnhaus                              |
| Obere Bräuhausstraße 1 (Standort)                      | Türgewände                                                            | Granit, und Holztür, 19. Jahrhundert | D-3-72-171-25 | weitere Bilder                        |
| Obere Bräuhausstraße 13 (Standort)                     | Wohnhaus                                                              | Zweigeschossiger und traufständiger Satteldachbau mit Kniestock, Putzgliederungen und Holztor, 2. Hälfte 19. Jahrhundert | D-3-72-171-26 | Wohnhaus                              |
| Ölbergstraße 3 (Standort)                              | Forstdienststelle                                                     | Zweigeschossiger Walmdachbau mit Kniestock, 2. Hälfte 19. Jahrhundert | D-3-72-171-28 | weitere Bilder                        |
| Pfarrgasse 6 (Standort)                                | Kleinhaus                                                             | Eingeschossiger und traufständiger Satteldachbau, 18. Jahrhundert | D-3-72-171-30 | weitere Bilder                        |
| Regensburger Straße 2, 11 (Standort)                   | Trocknungsstadel der ehemaligen Tuchfabrik, jetzt Kreisbauhof         | Eingeschossiger und traufständiger Satteldachbau, Rohziegel, um 1870 | D-3-72-171-31 | weitere Bilder                        |
| Regensburger Straße 11 (Standort)                      | Ehemalige Walkerei                                                    | Zweigeschossiger und traufständiger Walmdachbau, um 1860 | D-3-72-171-31 | weitere Bilder                        |
| Regensburger Straße 12 (Standort)                      | Ehemaliges Gasthaus „Kleinkeller“                                     | Zweigeschossiger Walmdachbau, Ziegel, Ende 19. Jahrhundert | D-3-72-171-32 | Ehemaliges Gasthaus „Kleinkeller“     |
| Schloßgasse 2 (Standort)                               | Mietshaus                                                             | Zweigeschossiger und giebelständiger Satteldachbau in Ecklage mit Erkerturm und Schweifgiebel, bezeichnet mit 1905 | D-3-72-171-34 | weitere Bilder                        |
| Schloßgasse 4 (Standort)                               | Wohnhaus                                                              | Zweigeschossiger und giebelständiger Halbwalmdachbau, Anfang 19. Jahrhundert | D-3-72-171-35 | Wohnhaus                              |
| Schloßgasse 5 (Standort)                               | Wohnhaus                                                              | Zweigeschossiger und traufständiger, gestelzter Satteldachbau mit Kniestock und Putzverzierungen, Sockel aus Klaubsteinen, Ende 19. Jahrhundert | D-3-72-171-36 | Wohnhaus                              |
| Schloßhof 1; Hofgartenstraße 4; Schloßhof 3 (Standort) | Pfarrhof                                                              | Anfang 19. Jahrhundert; Pfarrhaus, zweigeschossiger und giebelständiger Halbwalmdachbau mit Vortreppe und Granittürgewände im Zopfstil; Nebengebäude, dreigeschossiger Walmdachbau und zweigeschossiger Verbindungsflügel mit Walmdach; Hof- und Gartenmauern, Granit | D-3-72-171-29 | weitere Bilder                        |
| Schloßhof 1; Hofgartenstraße 4; Schloßhof 3 (Standort) | Ehemaliges Pflegschloss, später Landgericht, Bezirks- und Landratsamt | Dreiflügeliger und gestelzter Walmdachbau mit halbrund vortretendem Batterieturm, im Kern 15. Jahrhundert, Ausbauten 17./18. Jahrhundert und 1816, weitgehender Umbau zum Jugendhaus 1981–83; Treppenaufgang, Anlage des 16. Jahrhunderts, erneuert; Ehemaliges Pflegerwohnhaus, zweigeschossiger und giebelständiger Halbwalmdachbau, bezeichnet mit 1786; Teile der Befestigung, auf der Ostseite mit halbrund vorspringendem Westturm, Bruchsteinmauer, mittelalterlich; Gartenmauern des Pflegerwohnhauses mit Gartenhaus, eingeschossiger Zeltdachbau, um 1800 | D-3-72-171-37 | weitere Bilder                        |
| Schloßhof 2 (Standort)                                 | Ehemaliges Bauernhaus                                                 | Eingeschossiger und traufständiger Flachsatteldachbau mit verschaltem Giebel, 17./18. Jahrhundert | D-3-72-171-38 | Ehemaliges Bauernhaus                 |
| Schloßhof 4 (Standort)                                 | Ehemaliges Schergenhaus, heute Museum                                 | Dreigeschossiger und traufständiger Satteldachbau, im Kern 16. Jahrhundert, erneuert 1807, Umbau zum Museum 1989 | D-3-72-171-40 | Ehemaliges Schergenhaus, heute Museum |
| Schloßhof 10 (Standort)                                | Ehemalige Hofmühle                                                    | Zweigeschossiger und traufständiger Flachsatteldachbau mit Mühlwerk, im Kern wohl 16. Jahrhundert | D-3-72-171-41 | weitere Bilder                        |
| Schulstraße 17 (Standort)                              | Gasthaus                                                              | Zweigeschossiger und traufständiger Halbwalmdachbau, um 1800, im Kern wohl 17. Jahrhundert (modern bezeichnet mit 1648) | D-3-72-171-46 | weitere Bilder                        |
| Schulstraße 41 (Standort)                              | Gotische Steinplatte                                                  | Mit Inschrift, genastem Vortragekreuz und Kelchen, Granit, gotisch, 14./15. Jahrhundert | D-3-72-171-47 | Gotische Steinplatte                  |
| Schützenstraße 3 (Standort)                            | Wohnhaus                                                              | Zweigeschossiger und giebelständiger, gestelzter Halbwalmdachbau mit Hofeinfahrt und Torbogen, 1. Hälfte 19. Jahrhundert | D-3-72-171-42 | weitere Bilder                        |
| Schützenstraße 14 (Standort)                           | Wohnhaus                                                              | Zweigeschossiger und traufständiger Satteldachbau in Ecklage, mit Putzgliederungen, Neurenaissance, um 1900 | D-3-72-171-44 | Wohnhaus                              |
| Trenckstraße 9 (Standort)                              | Ehemaliges Zeughaus                                                   | Traufständiger Stadelbau mit Halbwalmdach, Bruchstein mit Eckquaderungen, 18. Jahrhundert | D-3-72-171-49 | Ehemaliges Zeughaus                   |

### Ast
| Lage                      | Objekt                                                    | Beschreibung | Akten-Nr.     | Bild           |
| ------------------------- | --------------------------------------------------------- | --- | ------------- | -------------- |
| Ast 14 (Standort)         | Ehemaliger Pfarrhof, jetzt Pfarrheim                      | Zweigeschossiger und giebelständiger Halbwalmdachbau, 1729 | D-3-72-171-52 | weitere Bilder |
| Ast 16; In Ast (Standort) | Katholische Pfarr- und Wallfahrtskirche Mariä Himmelfahrt | Dreischiffige Basilika mit gerade schließendem Chor, Walmdach und Chorflankenturm mit Spitzdach, frühgotisch, 2. Hälfte 13. Jahrhundert, 1665 umgebaut, renoviert 1988/89; mit Ausstattung; Friedhofsummauerung mit Treppenaufgang und Tor, Granitbruchsteinmauer, mittelalterlich, im 18. Jahrhundert erneuert; Steinkreuz mit drei Schleifschalen, lateinische Form mit verbreitertem Fuß, Granit, wohl spätmittelalterlich | D-3-72-171-51 | weitere Bilder |
| Auf der Trath (Standort)  | Feldkapelle St. Maria, sogenannte Frauenbrünnl-Kapelle    | Saalbau mit abgewalmtem Satteldach und Giebeldachreiter, 1802, im späten 19. Jahrhundert zur Lourdesgrotte erweitert, Umbau 1966; mit Ausstattung | D-3-72-171-53 | weitere Bilder |

### Geigant
| Lage                                     | Objekt             | Beschreibung | Akten-Nr.     | Bild               |
| ---------------------------------------- | ------------------ | --- | ------------- | ------------------ |
| Hauptstraße 6 (Standort)                 | Ehemaliger Gasthof | Zweigeschossiger und traufständiger Satteldachbau mit Staffelgiebel, historistisch, um 1900                        | D-3-72-171-55 | Ehemaliger Gasthof |
| Hauptstraße 9 (Standort)                 | Waldlerhaus        | Zweigeschossiger und giebelständiger Flachsatteldachbau mit Blockbau-Obergeschoss, Mitte 19. Jahrhundert           | D-3-72-171-56 | Waldlerhaus        |
| Hauptstraße 23; Pfarrstraße 4 (Standort) | Epitaph            | Lebensgroße, stehende Figur eines Ritters mit Plattenharnisch und Wappen der Kagerer, Granit, Ende 16. Jahrhundert | D-3-72-171-80 | Epitaph            |

### Hammer
| Lage                 | Objekt                  | Beschreibung | Akten-Nr.     | Bild           |
| -------------------- | ----------------------- | --- | ------------- | -------------- |
| Höll 18 a (Standort) | Dorfkapelle St. Michael | Traufständiger Saalbau mit eingezogener Apsis, abgewalmtem Satteldach und Glockendachreiter mit Zwiebelhaube, Chor 1908/09, Langhaus 1953 | D-3-72-171-58 | weitere Bilder |

### Herzogau
| Lage                                | Objekt                                           | Beschreibung | Akten-Nr.     | Bild           |
| ----------------------------------- | ------------------------------------------------ | --- | ------------- | -------------- |
| Kirchallee 2 (Standort)             | Katholische Kuratiekirche St. Anna und Sebastian | Giebelständiger Saalbau mit eingezogenem Chor, Satteldach und Dachreiter mit Zwiebelhaube, bezeichnet mit 1787; mit Ausstattung                                                                                     | D-3-72-171-61 | weitere Bilder |
| Kirchallee 4 (Standort)             | Ehemaliges Benefiziatenhaus                      | Zweigeschossiger Mansardwalmdachbau, Fassade mit geohrten Rahmungen in Granit, 1787; Gartenmauer, straßenseitig Pfosten, wohl 1787; Figur des hl. Johannes Nepomuk auf profiliertem Sockel, Granit, 18. Jahrhundert | D-3-72-171-60 | weitere Bilder |
| Von-Voithenberg-Straße 1 (Standort) | Schlossgut                                       | Wohnstallhaus, ein- bis zweigeschossiger und traufständiger Halbwalmdachbau mit Kniestock und geohrten Rahmungen; Nach Westen anschließend Stallungen und Scheune, Halbwalmdachbauten, um 1840                      | D-3-72-171-62 | weitere Bilder |
| Von-Voithenberg-Straße 4 (Standort) | Neues Schloss                                    | Zweiflügelanlage, nach Norden zweigeschossiger Flachsatteldachbau mt Kniestock, Balkonen und Putzgliederungen, südlich viergeschossiger Anbau mit Satteldach, 1891                                                  | D-3-72-171-59 | weitere Bilder |

### Hirschhöf
| Lage                   | Objekt      | Beschreibung | Akten-Nr.     | Bild           |
| ---------------------- | ----------- | --- | ------------- | -------------- |
| Hirschhöf 2 (Standort) | Waldlerhaus | Eingeschossiger Wohnstallbau mit Flachsatteldach und Blockbau-Kniestock, 1836; Getreidekasten, giebelständiger, verschindelter und verschalter Ständer- und Blockbau mit Satteldach, bezeichnet mit 1865 | D-3-72-171-63 | weitere Bilder |

### Hocha
| Lage                 | Objekt     | Beschreibung                                                                   | Akten-Nr.     | Bild       |
| -------------------- | ---------- | ------------------------------------------------------------------------------ | ------------- | ---------- |
| Erlfelder (Standort) | Bildstock  | Pfeiler mit Satteldachgehäuse, Granit, bezeichnet mit 1890                     | D-3-72-171-65 | Bildstock  |
| Hocha 9 (Standort)   | Bauernhaus | Eingeschossiger und giebelständiger Halbwalmdachbau, 1. Hälfte 19. Jahrhundert | D-3-72-171-64 | Bauernhaus |

### Hochabrunn
| Lage                    | Objekt                   | Beschreibung                                           | Akten-Nr.     | Bild |
| ----------------------- | ------------------------ | ------------------------------------------------------ | ------------- | ---- |
| Hochabrunn 5 (Standort) | Feldkapelle St. Wendelin | Satteldachbau, Granitbruchstein, 1815; mit Ausstattung | D-3-72-171-66 | BW   |

### Katzbach
| Lage                       | Objekt                                              | Beschreibung                                                                                            | Akten-Nr.     | Bild           |
| -------------------------- | --------------------------------------------------- | --- | ------------- | -------------- |
| Katzbach 6 (Standort)      | Waldlerhaus                                         | Eingeschossiger und traufständiger Flachsatteldachbau mit Blockbau-Kniestock, 1. Hälfte 19. Jahrhundert | D-3-72-171-67 | Waldlerhaus    |
| Katzbach 8 (Standort)      | Votivbild der Beweinung und Inschriftstein von 1836 | In Kapellenneubau von 1978                                                                              | D-3-72-171-69 | weitere Bilder |
| Oberer Roßhof 3 (Standort) | Waldlerhaus                                         | Eingeschossiger und traufständiger Flachsatteldachbau mit Blockbau-Kniestock, um 1800                   | D-3-72-171-68 | BW             |

### Lenkenhütte
| Lage                     | Objekt              | Beschreibung | Akten-Nr.     | Bild           |
| ------------------------ | ------------------- | --- | ------------- | -------------- |
| Lenkenhütte 2 (Standort) | Ehemaliges Gasthaus | Eingeschossiger und traufständiger Halbwalmdachbau, nordwestlicher Teil verschindelter Blockbau, 1. Hälfte 19. Jahrhundert | D-3-72-171-70 | weitere Bilder |

### Posthof
| Lage                 | Objekt                                                    | Beschreibung | Akten-Nr.     | Bild |
| -------------------- | --------------------------------------------------------- | --- | ------------- | ---- |
| Posthof 5 (Standort) | Blockbau-Obergeschoss einer ehemaligen Tavernenwirtschaft | bezeichnet 1788 (Holztafel), 1986–90 von Grassersdorf 1 (Gemeinde Rötz) hierher transferiert und in Neubau integriert | D-3-72-171-83 | BW   |
| Posthof 7 (Standort) | Sägemühle                                                 | langgestreckter und holzverschalter Satteldachbau in Hanglage, Holzständerbau über teilweise massivem Untergeschoss, mit Radstube, um 1860, Erweiterung nach Westen um 1898; mit technischer Ausstattung der zweiten Hälfte des 19. Jahrhunderts und der 1950er Jahre; sogenanntes Feilhäusl, eingeschossiger, massiver Werkstattbau mit Satteldach, um 1950 | D-3-72-171-87 | BW   |

### Prosdorf
| Lage                   | Objekt | Beschreibung | Akten-Nr.     | Bild |
| ---------------------- | ------ | --- | ------------- | ---- |
| Prosdorf 10 (Standort) | Mühle  | Mühlenwohnhaus, zweigeschossiger und giebelständiger Flachsatteldachbau mit Resten des Mühlwerkes, 17./18. Jahrhundert, Obergeschoss im 19. Jahrhundert erneuert; Mühlkanal, 17./18. Jahrhundert; Stallstadel, Ständerkonstruktion mit Satteldach über gemauertem Stallteil, Mischmauerwerk, seitlich eingeschossiger Pultdachanbau, Mischmauerwerk mit Quadern, 18./19. Jahrhundert | D-3-72-171-82 | BW   |

### Spielberg
| Lage                    | Objekt                               | Beschreibung | Akten-Nr.     | Bild           |
| ----------------------- | ------------------------------------ | --- | ------------- | -------------- |
| Spielberg 41 (Standort) | Katholische Nebenkirche St. Wendelin | Giebelständiger Saalbau mit abgewalmtem Satteldach und Dachreiter mit Zwiebelhaube, 1929/31, erweitert 1949; mit Ausstattung | D-3-72-171-71 | weitere Bilder |

### Ulrichsgrün
| Lage                     | Objekt                | Beschreibung | Akten-Nr.     | Bild           |
| ------------------------ | --------------------- | --- | ------------- | -------------- |
| Ulrichsgrün 1 (Standort) | Wohnstallhaus         | eingeschossiger, verputzter Massivbau, mit Blockbaukniestock und mittelsteilem Satteldach, 1897 (bezeichnet) aus dem Umbau eines älteren Vorgängerbaus hervorgegangen; Stadel, verbretterte Ständerkonstruktion, 1724 (dendro.dat.), Erweiterung und Dach wohl 1. Viertel 19. Jahrhundert; Troadkasten, geständerter Blockbau, mit flach geneigtem, später etwas gesteiltem Satteldach und Glockenschrot, Stall unter dem Kasten, 1787 (dendro.dat.) | D-3-72-171-84 | BW             |
| Ulrichsgrün 3 (Standort) | Ehemaliges Bauernhaus | Eingeschossiges und traufständiges Wohnstallhaus mit Halbwalmdach, um 1830/40; Hofkapelle, giebelständiger Satteldachbau mit Glockendachreiter, bezeichnet mit 1865; mit Ausstattung | D-3-72-171-73 | BW             |
| Ulrichsgrün 7 (Standort) | Bauernhaus            | Eingeschossiger und traufständiger Halbwalmdachbau, 1. Drittel 19. Jahrhundert | D-3-72-171-74 | weitere Bilder |

### Untergrafenried
| Lage                          | Objekt            | Beschreibung | Akten-Nr.     | Bild              |
| ----------------------------- | ----------------- | --- | ------------- | ----------------- |
| Untergrafenried 20 (Standort) | Ehemalige Taverne | Eingeschossiger und traufständiger Halbwalmdachbau mit Seitengredvordach und Blockbau-Giebel, im Kern 18. Jahrhundert, ehemaliger Türstock bezeichnet mit 1734, Korbbogenfenster vor 1929; Dreigeschossige Kelleranlage mit Tonnenwölbungen, die beiden oberen Geschosse aus Bruchstein gemauert, das untere im Fels, wohl 18. Jahrhundert | D-3-72-171-75 | Ehemalige Taverne |

### Unterhütte
| Lage                    | Objekt     | Beschreibung                                                | Akten-Nr.     | Bild           |
| ----------------------- | ---------- | ----------------------------------------------------------- | ------------- | -------------- |
| Unterhütte 9 (Standort) | Bauernhaus | Eingeschossiger und traufständiger Halbwalmdachbau, um 1840 | D-3-72-171-77 | weitere Bilder |

### Zillendorf
| Lage                     | Objekt        | Beschreibung                                                | Akten-Nr.     | Bild |
| ------------------------ | ------------- | ----------------------------------------------------------- | ------------- | ---- |
| Zillendorf 13 (Standort) | Wohnstallhaus | Eingeschossiger und traufständiger Halbwalmdachbau, um 1830 | D-3-72-171-78 | BW   |

## Ehemalige Baudenkmäler
In diesem Abschnitt sind Objekte aufgeführt, die früher einmal in der Denkmalliste eingetragen waren, jetzt aber nicht mehr. Objekte, die in anderem Zusammenhang also z. B. als Teil eines Baudenkmals weiter eingetragen sind, sollen hier nicht aufgeführt werden. Aktennummern in diesem Abschnitt sind ehemalige, jetzt nicht mehr gültige Aktennummern.

| Lage                                           | Objekt   | Beschreibung                                                                                         | Akten-Nr.     | Bild     |
| ---------------------------------------------- | -------- | --- | ------------- | -------- |
| Waldmünchen Untere Bräuhausstraße 2 (Standort) | Wohnhaus | Eingeschossiger und traufständiger Flachsatteldachbau mit Kniestock, am Türsturz bezeichnet mit 1783 | D-3-72-171-50 | Wohnhaus |

## Abgegangene Baudenkmäler
In diesem Abschnitt sind Objekte aufgeführt, die früher einmal in der Denkmalliste eingetragen waren, jetzt aber nicht mehr existieren, z. B. weil sie abgebrochen wurden. Aktennummern in diesem Abschnitt sind ehemalige, jetzt nicht mehr gültige Aktennummern.

| Lage                                     | Objekt      | Beschreibung                                                                                              | Akten-Nr.     | Bild        |
| ---------------------------------------- | ----------- | --- | ------------- | ----------- |
| Waldmünchen Schützenstraße 18 (Standort) | Wohnhaus    | Zweigeschossiger und traufständiger Halbwalmdachbau, bezeichnet mit 1799                                  | D-3-72-171-45 | Wohnhaus    |
| Eglsee Eglsee 12 (Standort)              | Waldlerhaus | Eingeschossiger und traufständiger Flachsatteldachbau mit Blockbau-Kniestock, wohl Anfang 19. Jahrhundert | D-3-72-171-54 | Waldlerhaus |